# Лейцис, Павел Рудольфович
Павел Рудольфович Лейцис (1909—1977) — старший сержант Рабоче-крестьянской Красной Армии, участник Великой Отечественной войны, Герой Советского Союза (1943).

## Биография
Павел Лейцис родился 7 июля 1909 года в Петергофе. После окончания Ленинградского сельскохозяйственного института работал сначала агрономом, затем технологом в карантинной инспекции. В 1933—1935 годах проходил службу в Рабоче-крестьянской Красной Армии. В июле 1941 года Лейцис повторно был призван в армию и направлен на фронт Великой Отечественной войны.
К октябрю 1943 года красноармеец Павел Лейцис был стрелком противотанкового ружья 475-го стрелкового полка 53-й стрелковой дивизии 7-й гвардейской армии Степного фронта. Отличился во время битвы за Днепр. 10 октября 1943 года Лейцис участвовал в боях за плацдарм на западном берегу Днепра в районе села Бородаевка Верхнеднепровского района Днепропетровской области Украинской ССР, лично уничтожив 3 немецких танка. Когда был ранен командир взвода, Лейцис спас ему жизнь, доставив в безопасное место.
Указом Президиума Верховного Совета СССР от 20 декабря 1943 года красноармеец Павел Лейцис был удостоен высокого звания Героя Советского Союза с вручением ордена Ленина и медали «Золотая Звезда» за номером 3242.
После окончания войны в звании старшего сержанта Лейцис был демобилизован. Проживал в Ленинграде, работал в карантинной инспекции, затем стал директором научно-исследовательской станции. Умер 13 июля 1977 года, похоронен на Ново-Волковском кладбище Санкт-Петербурга.
Был также награждён рядом медалей.